# 청춘의 십자로
“청춘의 십자로”(靑春의 十字路)는 1934년에 개봉한 일제강점기 조선의 멜로드라마 영화이다. 안종화가 감독하고 각본을 맡았으며, 이원용, 신일선, 김연실, 박연 등의 배우가 출연하였다. 한국 최초의 유성 영화인 “춘향전”이 개봉하기 전에 만들어진 영화이자, 일제 강점기에 만들어진 영화 중 유일하게 현존하는 무성 영화로 국가등록문화재 제488호로 지정되어 있다. 시골에서 상경한 주인공에게 벌어지는 여러 일을 다루고 있는 영화로, 본래 원본이 발굴되지 않은 유실 영화였으나, 2007년 원본이 발견되면서 복구가 불가능한 일부분을 제외하고 이듬해인 2008년에 공개되었다.

## 줄거리
영화는 기차가 다리고 있는 모습을 보여주면서 시작된다. 노모와 여동생 영옥을 고향에 두고 상경한 영복은 경성역에서 수화물 운반부로 일을 한다. 원래 영복은 봉선의 집에 데릴사위로 들어가 7년 동안 일을 하였으나, 주명구에게 봉선을 빼앗기면서 서울로 올라온 것이었다. 그렇게 운반부 일을 하고 있던 영복은 일터 부근에 위치한 주유소에서 일을 하는 영희라는 여성을 만나게 된다. 영희는 병을 앓고 있는 아버지와 어린 동생과 함께 살아가는 궁핍한 삶을 살아가고 있는 처지였다.
한편 고향에서 영옥은 어머니를 여의게 되었고, 오빠를 찾기 위해 경성으로 올라왔다. 하지만 오빠를 만나지 못하였고, 카페의 여급으로서 일을 시작한다. 그렇게 일을 하던 어느 날, 영옥은 주명구와 가까이 지내며 주색잡기를 좋아하는 부자 개철과 만나게 되어 가까이 지내게 된다. 그리고 개철은 영옥을 겁탈하게 된다. 비슷한 시기에 직장을 잃어 새로운 일을 찾아다니던 영희도 개철의 무리에게 걸려들었다.
집으로 도망을 친 영희는 자신이 겪은 일을 영복에게 말하고, 사실을 알게 된 영복은 흥분 상태로 개철의 집으로 갔다가 영옥을 만나게 된다. 영옥은 그동안의 이야기와 함께 개철에 관한 것도 영복에게 말을 하고, 영복은 개철을 찾기 시작한다. 그러다가 피로연을 베풀고 있던 개철과 주명구 일당을 찾게 되고, 사정없이 두들겨 패기 시작한다. 이때 영복과 함께 수화물 운반부로 같이 일을 하였던 친구 두 명도 합세하여 공격을 하였다.
모든 일이 끝난 영복은 영옥의 축복과 함께 영희와의 새로운 출발을 다짐하며 막을 내린다.

## 출연자
- 이원용 – 영복 역
- 신일선 – 영옥 역
- 박연 – 장개철 역
- 김연실 – 영희 역[a]
- 양철 – 주명구 역
- 문경심 – 봉선 역
- 이복본 – 수화물 운반부 친구
- 최명화 – 수화물 운반부 친구

## 제작
“청춘의 십자로”는 영화 제작사였던 금강키네마에서 처음으로 제작한 영화이다. 본래는 유성 영화로 촬영하려고 하였으나, 작품에 완벽하지 않은 부분이 있어 무성 영화로 제작하는 것이 더 좋을 것이라고 생각되어 무성으로 만들어졌다. 제작자인 박창수는 박연이라는 이름으로 장개철 역을 맡아 영화에서 연기를 하였다. 본래 배우가 꿈이었던 박창수는 배우 모집 오디션에서 떨어지자 사비로 영화를 제작해 배우로 출연하였다.

### 촬영
영화의 촬영은 경성의 여러 군데에서 촬영되었다. 영화가 시작되고 영복이 운반부로 일을 하는 곳은 경성역이며, 영희가 직원으로 일하였던 주유소 또한 경성역 광장 남쪽에서 촬영하였다. 반부의 격투 장면은 서울 장안의 요정 중 하나였던 국일관에서 촬영되었다.

## 상영
“청춘의 십자로”는 1934년 4월 21일 조선극장에서 처음으로 상영하였다.
1934년 9월 26일에는 영화에 출연한 배우가 칼에 찔리는 일이 발생하였다. 신마적이라는 별명을 가지고 있던 엄동옥이라는 권투 선수 겸 폭력배는 영화를 보고 난 후 이원용과 박연을 만나게 되었다. 이때 엄동옥이 영화의 흥행 성적이 좋으니 술을 한 턱 사라고 말했고, 이후에는 양복 값까지 달라고 부탁을 하였으나 이원용이 이를 잘 듣지 않자 단도로 폭행한 것이다. 이 사고로 이원용은 복부 왼쪽에 칼날이 양복 저고리와 조끼 바지까지 뚫었으나, 살에는 닿지 않았다.

### 발굴 및 재상영
2007년, 한국영상자료원은 어느 개인 자료소장자로부터 연락을 받았고, 1930년대에 만들어진 질산염 네거티브 필름 9롤을 확보하였다. 9롤 중 1롤은 엔딩타이틀이었으며, 1롤은 백화가 일어나 복구가 불가능한 상태였다. 자료소장자는 아버지가 6.25 전쟁 발발 직후까지 단성사를 운영하여 해당 필름을 소유하고 있었다.
복원하는 과정에서 영화사 연구팀은 안종화 감독의 “은하에 흐르는 정열”로 판단하였으나, 연구 끝에 “청춘의 십자로”인 것으로 판명이 났다.

## 평가

### 옛날
1938년, 조선일보에서 개최한 조선일보 영화제에서 선정한 "무성영화 부문 베스트 10" 중에서 “청춘의 십자로”는 6위를 차지하였다.

## 흥행
개봉 당시 “청춘의 십자로”는 흥행에 성공하였다. 조선일보에 "조선영화 15년"이라는 글을 기고한 백야생은 "안종화 씨가 ‘청춘의 십자로’를 제작하여 한 참가을의 빗방울같이 조선영화에 주린 관중들은 대갈채를 하였다."고 언급하였다. 개봉 후 3년이 지난 1937년 추석에는 대전에서 영화가 상영되었을 때 인산인해를 이루었다고 언급하고 있다.
감독 안종화는 후에 “청춘의 십자로”의 흥행에 대해 "이원용과 신일선 양씨가 오래간만에 영화에 나타난 것임으로 다소 흥행상 유리함을 얻었을 뿐"이라고 언급하였다.

## 영향 및 가치
“청춘의 십자로”는 1935년에 개봉한 최초의 유성 영화 “춘향전” 이전에 만들어졌으며, 유일하게 일제 강점기에 만들어진 무성 영화로 그 가치가 높아 대한민국의 국가등록문화재에 제488호로 등록되어 있다.
영화사 연구자인 김종원은 “청춘의 십자로”가 한국 영화사에서 가지는 의미로 일제 강점기 시대 무성영화 말기의 영화의 상태를 볼 수 있다는 점과 신일선과 이원용, 김연실 등 무성영화 초기에 활동한 배우의 연기를 감상할 수 있음, 그리고 살아생전 총 12편의 영화에 참여하였으나 한 편도 발굴되거나 이어지지 못한 안종화의 초기 영화를 볼 수 있는 것과 해외에서 필름을 발견한 것이 아닌 국내에서 발굴되었다는 점을 꼽았다.

### 내용주
1. ↑  일부에서는 영희가 아닌 계순이라 하기도 한다.[1][2]
2. ↑  1위는 “아리랑”, 2위는 “임자 없는 나룻배”, 3위는 “인생항로”, 4위는 “춘풍”, 5위는 “먼동이 틀 때”이다.[9][10]

### 참조주
1. 1 2  정종화 (2019년 4월 8일). “비극·활극 버무린 ‘오락 영화’ 식민지 조선의 청춘을 위로하다”. 《서울신문》. 2021년 5월 8일에 확인함.
2. ↑  오정연 (2008년 3월 11일). “[쟁점] 가장 오래된 한국영화, 찾았다!”. 《씨네 21》. 2021년 5월 9일에 확인함.
3. ↑  “금강키네마 작품 청춘의 십자로완성”. 《조선일보 뉴스 라이브러리》. 조선일보. 1934년 8월 29일. 2021년 5월 7일에 확인함.
4. ↑  안종화 (1962년). 《한국영화측면비사》. 춘추각. 191쪽.
5. ↑  “조선영화청춘의 십자로”. 《조선일보 뉴스 라이브러리》. 조선일보. 1934년 9월 21일. 2021년 5월 7일에 확인함.
6. ↑  “시민을 위협하는 폭력단의 대발호”. 《조선일보 뉴스 라이브러리》. 조선일보. 1934년 2월 21일. 2021년 5월 7일에 확인함.
7. ↑  “흥행 턱내라고 단도로 배우습격”. 《조선일보 뉴스 라이브러리》. 조선일보. 1934년 9월 27일. 2021년 5월 7일에 확인함.
8. 1 2  장광헌 (2011년 1월 6일). “[잃어버린 영화를 찾아서]필름 찾아 삼만리 영상자료원 미보유 필름 수집기”. 《KMDb》. 2021년 5월 8일에 확인함.
9. ↑  “본사주최제일회 영화제”. 《조선일보 뉴스 라이브러리》. 조선일보. 1938년 11월 23일. 2021년 5월 10일에 확인함.
10. ↑  “현존하는 한국 最古의 영화 발굴…‘청춘의 십자로’ 공개”. 《경향신문》. 2008년 3월 4일. 2021년 5월 8일에 확인함.
11. ↑  백야생 (1936년 2월 28일). “조선영화15년⑥”. 《조선일보 뉴스 라이브러리》. 조선일보. 2021년 5월 7일에 확인함.
12. ↑  “추석영화성황”. 《조선일보 뉴스 라이브러리》. 조선일보. 1937년 9월 24일. 2021년 5월 7일에 확인함.
13. ↑  “영화제전기 이10년고투의 형극로 ⑥”. 《조선일보 뉴스 라이브러리》. 조선일보. 1938년 11월 27일. 2021년 5월 8일에 확인함.
14. ↑  “국가등록문화재 제488호 청춘의 십자로 (靑春의 十字路)”. 《국가문화유산포털》. 대한민국 문화재청. 2021년 5월 8일에 확인함.
15. ↑  김종원 (2008년 5월 3일). “[개관영화제] <청춘의 십자로>의 영화사적 의미”. 《KMDb》. 2021년 5월 10일에 확인함.